# Sune Bergman
Jan Erik Sune Bergman, född 5 december 1952 i Gudmundrå församling i Ångermanland, död 30 augusti 2021 i Mjövattnet i Gudmundrå distrikt, var en svensk ishockeymålvakt och ishockeytränare.
Bergman startade sin ishockeykarriär med Kramforsalliansen i Division I, säsongen 1975/1976. Han fortsatte sedan att spela för Boro/Vetlanda HC (två säsonger), IF Troja-Ljungby (sex säsonger), och IF Sundsvall Hockey (tre säsonger), alla i dåvarande näst högsta serien, division I. Under sin tid i Troja-Ljungby fick han sitt smeknamn "Kung Sune" och "Kung Sune på Hovet".
Som tränare Bergman tränade totalt åtta klubbar varav två i Elitserien/SHL - HV71 och Leksands IF. Med HV71 tog han SM-guld säsongen 1994/1995. Under sin tid i Frisk Asker i den norska Eliteserien lotsade Bergman laget till serieseger under en säsong.
Den 9 mars 2019 meddelade HC Vita Hästen att man givit Bergman ansvaret som huvudtränare och Leif Strömberg fått sparken efter sistaplatsen i Hockeyallsvenskan. Laget vann sedan kvalserien och klarade sig kvar i näst högsta serien. 
Den 18 maj 2019 meddelade Sundsvall Hockey att Bergman skulle bli tränare för A-laget som återuppstod i Hockeytvåan efter att legat hade nere två säsonger på grund av dålig ekonomi. Innan säsongen tvingades han dock kliva av uppdraget på grund av sjukdom.
Den 2 april 2020 presenterades han som ny tränare i norska Comet Halden men även det uppdraget tvingades han hoppa av innan säsongen på grund av ryggproblem.
Han avled 2021 i Kramfors kommun.

## Klubbar

### Klubbar som spelare
- Kramfors-Alliansen/Kramfors IF 1967/1968-1975/1976
- Boro/Vetlanda HC 1976/1977-1978/1979
- IF Troja-Ljungby 1979/1980-1984/1985
- IF Sundsvall Hockey 1985/1986-1987/1988

### Klubbar som tränare
- IF Sundsvall Hockey 1988/1989-1989/1990
- IF Sundsvall/Timrå Hockey 1990/1991
- IK Pantern-1991/1992-1993/1994
- HV71 1994/1995-1997/98
- Leksands IF 1998/1999-1999/2000
- IF Troja-Ljungby 2000/2001-2001/2002
- IF Sundsvall Hockey 2002/2003-2004/2005
- Hudiksvalls HC 2005/2006-2006/2007
- Frisk Asker, Norge 2007/2008-2009/2010
- HC Vita Hästen 2010/2011-2011/2012
- Frisk Asker, Norge 2012/2013-2017/2018
- HC Vita Hästen 2019
- IF Sundsvall Hockey 2019/2020 (sjukskriven)
- IK Comet Halden 2020/2021-

Källa: Eliteprospects

### Fotnoter
1. ↑  ””Kung Sune” avliden - blev 68 år gammal”. www.expressen.se. https://www.expressen.se/sport/hockey/shl/hv71s-tranarikon-sune-bergman-dod/. Läst 31 augusti 2021.
2. ↑  ”Arkiverade kopian”. Arkiverad från originalet den 25 september 2021. https://web.archive.org/web/20210925094934/https://minnessidor.fonus.se/order_info.php?order_id=3914406&set_site_id=2&memorial_page_created=1&design=fonus&sign=af79a9d683340a166da41861f8b8e389. Läst 25 september 2021.
3. ↑  https://www.expressen.se/sport/hockey/shl/hv71s-tranarikon-sune-bergman-dod/
4. ↑  https://www.ratsit.se/19521205-Jan_Erik_Sune_Bergman_Kramfors/t9tTBbOpTyiNu5eID-41UU0xKIKvSnz7LU6yxyJjW_A#personuppgifter
5. ↑  Peter Gustafsson (29 maj 2011). ”Bergman blev "Kung Sune" med hela Jönköping” (på svenska). J-nytt. Arkiverad från originalet den 15 februari 2019. https://web.archive.org/web/20190215155841/https://www.jnytt.se/article/bergman-blev-kung-sune-med-hela-jonkoping/. Läst 20 februari 2015.
6. ↑  ”Klubbens besked – Strömberg sparkas”. https://www.aftonbladet.se/sportbladet/hockey/a/OnG6L3/klubbens-besked--stromberg-sparkas. Läst 4 juni 2019.
7. ↑  ”Tränade allsvenska klubben – nu tar han över i Sundsvall Hockey”. https://www.st.nu/2019-05-18/tranade-allsvenska-klubben--nu-tar-han-over-i-sundsvall-hockey. Läst 4 juni 2019. [inloggning kan krävas]
8. ↑  ”Hockeyprofilen 'Kung Sune' abdikerar – sjukdom sätter stopp”. https://www.st.nu/artikel/hockeyprofilen-kung-sune-abdikerar-sjukdom-satter-stopp-har-trivts-overallt-forutom-i-sundsvall-timra. Läst 19 december 2019.
9. ↑  ”67-årige "Kung Sune" har hittat nytt tränarjobb”. https://hockeysverige.se/2020/04/02/sune-bergman-har-hittat-nytt-tranarjobb. Läst 19 maj 2020.
10. ↑  ”Kung Sune sjuk på nytt”. https://www.st.nu/artikel/kung-sune-sjuk-pa-nytt-avbryter-comebacken-blir-sa-less-pa-skiten. Läst 23 juli 2020.